# Буллом-со (язык)
Буллом-со (ммани, мандинги) — один из атлантических языков нигеро-конголезской макросемьи. Распространён в прибрежных районах, возле границы между Гвинеей и Сьерра-Леоне. По данным справочника Ethnologue число носителей составляет 8350 человек в Сьерра-Леоне и несколько человек в Гвинее, другие источники сообщают о гораздо меньшем количестве носителей (около 500 чел). Наиболее близкородственный язык — бом, имеется небольшая взаимопонимаемость с шербро. Буллом-со активно вытесняется соседними языками, главным образом — темне.